# Villa Falconieri
Pour le film, voir Villa Falconieri (film).
Pour les articles homonymes, voir Falconieri.
Villa Falconieri est une  villa du XVIe siècle, située à Frascati, dans la province de Rome dans le Latium en Italie.

## Historique
La Villa  Falconieri est la plus ancienne villa de Frascati. Elle fut bâtie en 1550, puis restaurée à partir de 1628 par Francesco Borromini pour Orazio Falconieri, qui commanda également à Borromini des travaux d'agrandissement pour le palais Falconieri de Rome.
Ciro Ferri (1634-1689) y réalisa les fresques : L'enlèvement de Proserpine dans la  salle de l'Allégorie de l'Hiver, Les Vendanges dans la salle de l'Allégorie de l'Automne, Le triomphe de Flore dans la salle de l'Allégorie du printemps.
La villa est encore appelée « Falconieri », quoique la famille soit éteinte. La porte est restée surmontée d’un faucon de pierre. Cette villa était louée comme résidence d’été aux étrangers, comme Richard Voss, le célèbre romancier allemand, qui a habité cette villa et a écrit ici son livre intitulé « Villa Falconieri ».
L’entrée de la Villa  a été transformée en chapelle par les anciens propriétaires trappistes, dans la petite chambre contiguë figurent quelques belles fresques de Pier Leone Ghezzi ; dans une chambre voisine, quelques caricatures à la fresque, faites par Ghezzi, parmi lesquelles est son portrait peint par lui-même en 1727 ;  sur le plafond, L’Enlèvement de Proserpine par Ciro Ferri, et dans une autre chambre au plafond également, du même peintre, les Quatre Saisons.
La porte cochère  principale fut construite par les moines trappistes mais l’ancienne entrée de la Villa est plus bas, une œuvre de l’architecte Vignole.
La villa accueille l'académie Vivarium Novum qui forme aux humanités classiques (notamment latin et grec ancien).

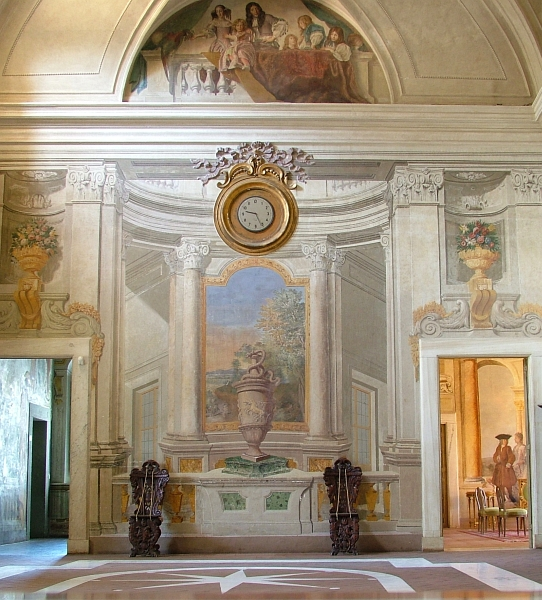
Hall d’entrée.
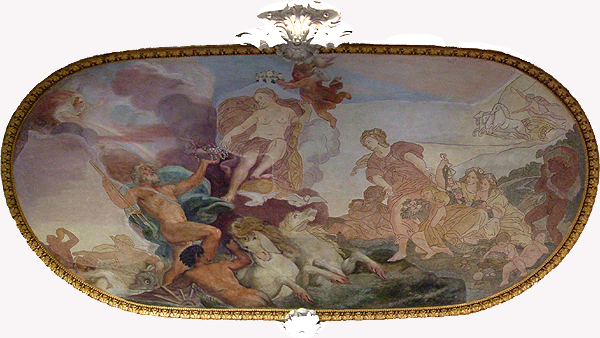
La Naissance de Vénus.
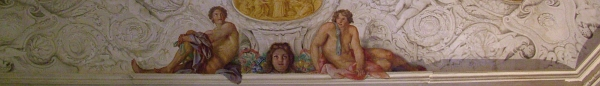
Fresque du salon d’été.